# Rafael Schächter
Rafael Schächter (n. 27 mai 1905, Brăila, România – d. ianuarie 1945, Lagărul de exterminare Auschwitz-Birkenau, Germania Nazistă) a fost un compozitor, pianist și dirijor cehoslovac de origine evreiască, organizator de activități culturale în lagărul de concentrare Terezín.

## Viață
S-a născut în orașul Brăila, dar după primul război mondial s-a mutat la Brno, Cehia, unde a studiat pianul cu profesorul Vilém Kurz . S-a mutat împreună cu Kurz la Praga și a început să studieze pianul sub îndrumarea lui Karel Hoffmeister. În acea perioadă a studiat compoziție și dirijat la Conservatorul din Praga. După ce a terminat studiile, a fost angajat în 1934 la teatrul de avangardă Déčko al lui  E.F. Burian.  În 1937 și-a înființat propriul ansamblu instrumental — opera Komorní, împreună cu care a interpretat muzică de cameră mai puțin cunoscută și muzică barocă.

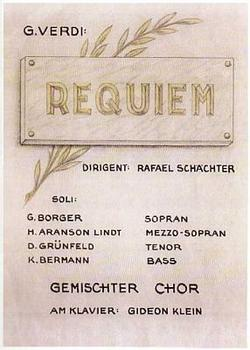
Programul pentru spectacolul dirijat de Rafael Schächter, Messa da Requiem de Giuseppe Verdi din Ghetoul Theresienstadt

După ocupația germană a Cehoslovaciei în 1939, administrația nazistă a început încarcerare în masă, deportarea și genocidul celor peste 100.000 de evrei din țară și înființarea ghetoului și lagărului de concentrare Theresienstadt în orașul ceh Terezín. Schächter a fost trimis la Terezín la 30 noiembrie 1941 în Transport H, numărul de serie 128.  Aici el a instalat un pian de contrabandă în subsolul cazărmii bărbaților. Fără supravegherea constantă a soldaților naziști din lagăr, Schächter a reușit să adune un cor de bărbați pentru a menține moralul ridicat. De asemenea, a reușit să se strecoare pe lângă porțile cu zăbrele ale secției de bărbați până la cazarma femeii pentru a face și acolo un cor feminin. Când naziștii au permis integrarea deținuților indiferent de sex, corul creat de Schächter s-a reunit și a reușit să obțină clemență de la directorul lagărului. Cu corul său, care număra peste 200 de membri, el a reușit să creeze, adesea dintr-o singură partitură, producții de opere celebre și opere de muzică clasică.
Prima operă interpretată în Terezín a fost Mireasa vândută de Bedřich Smetana. Schächter a repetat spectacolul doar cu pian și cor improvizat și solo, dar rezultatul a fost apreciat. Spectacolul inițial a avut loc pe 25 noiembrie 1942 fără permisiunea Freizeitgestaltung (Administrația Activităților de Timp Liber), dar opera concert a fost atât de bine primită încât a fost prezentată administrației și aprobată pentru o premieră oficială pe 28 noiembrie 1942. Spectacolul a fost reluat de multe ori. 
Schächter a dirijat și  aproximativ șaisprezece spectacole cu  Requiem-ul lui Verdi. Se estimează că prima reprezentație a avut loc în ianuarie 1942, cu un cor de 150 de deținuți și un pian pentru acompaniament. În lunile următoare, chiar dacă corul său s-a micșorat, Requiem-ul a mai fost interpretat de aproximativ 15 ori. Spectacolul final, totuși, a servit drept propagandă, deoarece Schächter a fost forțat să interpreteze fragmente din oratoriu înainte de vizita membrilor Crucii Roșii Internaționale și Schutzstaffel (SS).
La câteva luni după această performanță finală, la 16 octombrie 1944, sub transportul 943, Schächter a fost încărcat într-un vagon de vite pe calea ferată împreună cu alți aproximativ 1.000 de prizonieri. Ei au fost transportați timpde  3 zile spre infamul lagăr de la Auschwitz. Potrivit relatării unui supraviețuitor, Schächter a mers mai târziu în alte trei lagăre ale morții și a murit în ultimul. 